# 國家學院
國家學院（英語：national academy），亦稱為國家學術院，是指在國家的财政支持和批准下运作的学术组织，负责协调学术的研究活动及学科标准的制定，这在自然科學和人文科学领域最为常见。國家學院在国家间的学术交流与合作中发挥着重要的组织作用。
国家对官方学术机构的认可程度因国家而异。在某些情况下，它们明确或实际上是政府的下属机构；在另一些国家中，例如在英国，它们是政府已同意与之进行谈判的自愿性、非营利组织。在保持实质性独立性的同时，它们可能会获得政府的财政支持。
在某些国家或地区（如法国），一所學院涵盖所有学科。在另一些國家（如澳大利亚），有多所科學院代表不同學科，進行紧密合作。在前苏联和中华人民共和国，國家學院对所在地区的政策和人员拥有相当大的权力。如今世界對國家學院的定義逐步达成了如下共识：
- 学院的成员由能力选拔而出。
- 成员的总增长率或数量受到限制。
- 学院的管理是民主的，是“自下而上”的。
- 成员是学院权威的最终来源。
- 该学院独立于政府、工业界和专业协会。大多数（如果不是全部）学院都从其他一些组织获得财务支持，但是这种支持的提供方式必须不损害学院的独立性。

## 列表
欧洲
- 英国：爱丁堡皇家学会、皇家学会、英国医学科学院、英國國家學術院、皇家工程科學院
- 德国：利奥波第那科学院
- 法国：法兰西学会
- 荷兰：荷蘭皇家藝術與科學學院
- 梵蒂冈：宗座科學院
- 西班牙：西班牙皇家學院
- 烏克蘭：國家視覺藝術與建築學術院
- 俄罗斯：俄罗斯科学院

亚洲
- 中華人民共和国：中国科学院、中国工程院、中国社会科学院、中国农业科学院、中国医学科学院
- 中华民国：中央研究院
- 大韓民国：韓国科學技術院、大韓民国学術院
- 朝鲜：朝鲜科学院
- 日本：日本学士院（帝國學士院）、日本學術會議、日本藝術院
- 越南：越南科学技术翰林院、越南社會科學翰林院

美洲
- 美国：美国国家工程院、美国国家科学院、美国国家医学院
- 加拿大：加拿大皇家学会